# NGC 7353
NGC 7353 ist eine Spiralgalaxie vom Hubble-Typ S? im Sternbild Pegasus am Nordsternhimmel. Sie ist schätzungsweise 55 Millionen Lichtjahre von der Milchstraße entfernt und hat einen Durchmesser von etwa 60.000 Lichtjahren.
Im selben Himmelsareal befindet sich u. a. die Galaxie NGC 7348.
Das Objekt wurde am 7. August 1864 von Albert Marth entdeckt.